# Ford Models
Ford Models (англ. Ford, Inc., «корпорация Форд») — модельное агентство, основанное Эйлин и Джерри Фордами в 1946 г в Нью-Йорке.
Штаб-квартира расположена в США, в г. Нью-Йорке.
Имеются представительства в Чикаго, Майами, Торонто, Сан-Франциско и др.
На сегодняшний день империя Форд насчитывает 2500 моделей.
Главный конкурент компании — модельное агентство Элит.
В Январе 2014 года открыто представительство в России.

## Компания
Агентство Ford Models было основано в 1946 году Эйлин и Джерри Фордами. Семья Фордов разрешали юным моделям, не проживающим в Нью-Йорке, работать и при этом не покидать свое место жительства. Оно являлось самым выдающимся в городе, пока Джон Касабланкас не открыл собственное модельное агентство, Elite, что привело к соперничеству в 1980-х годах.  Конкурентами Ford Models так же являются такие агентства, как Women Management, IMG Models и DNA.
Агентство открыло миру многих моделей и знаменитостей, а также работала с уже известными (например «Мисс мира» Вильнелия Мерсед с которой заключило контракт сразу по передачи короны в 1976 году). В 1980 году компания учредила конкурс Supermodel of the world, который ежегодно привлекал более 60 000 претендентов со всего мира. Сегодня конкурс продолжается в форме ежегодного «V / VMan Ford Model Search», который проводится совместно с двумя изданиями Visionaire.

## История
Эйлин и Джерри начали свой бизнес прямо из дома. В 1995 году их дочь, Кэти Форд заняла пост, проработав в агентстве 16 лет. В 2007 году главным исполнительным директором Ford Models стал Джон Каплан.После ухода из компании, Кэти Форд стала послом организации по борьбе с рабством/торговлей людьми «Free the Slaves».
В последние годы компания стала работать так же под именем «Ford Artists», чтобы открывать новые таланты в индустрии красоты. Агентство имеет профили в различных социальных сетях, таких как Twitter, Facebook и YouTube, а так же свой официальный сайт. Ford Models работало с издательством, Random House books, которое издало серию молодежных романов, в которых описывалась работа в агентстве, чтобы привлечь новых претендентов, желающих здесь работать. Кроме того, скауты проводили поиск претендентов через официальный сайт.
В 2019 году агентство подало в суд на бывшего исполнительного директора, утверждая, что она придумала историю о том, что ее муж смертельно болен, чтобы заставить компанию согласиться признать недействительным пункт о неконкурентоспособности ее трудового контракта. Ford Models обвинило ее в том, что, помимо всего прочего, исполнительный директор был обязан заплатить компенсацию, поскольку она была “недобросовестным работником”.

## Ford Artists и Ford Models
В последние годы компания работает и в других областях, связанных с индустрией моды под именем «Ford Artists». Они открывают новых парикмахеров, визажистов, мастеров маникюра, стилистов, сценографов, реквизиторов, арт-директоров и фотографов. Филиалы Ford Artists находятся в Чикаго и Майами.
Помимо штаб-квартиры в Нью-Йорке, агентство «Ford Models» имеет офисы в Париже, Лос-Анджелесе, Майами, Чикаго и Финиксе, известные как Ford RBA (Агентство Роберта Блэка).

## Инвестирование
В 2000 году компания «Magnum Sports and Entertainment» выкупила 80% акций агентства. В 2007 году компания «Stone Tower Equity Partners» сделала инвестиции в компанию. «Stone Tower» позже была переименована в «Altpoint Capital Partners».

## Ford models
В настоящее время клиентами Ford Models являются:
- Элисон Никс
- Андрэ Зих
- Андреа Пежич
- Азия Кейт Диллон
- Брэд Кроэниг
- Бриджет Малкольм
- Кэролайн Трентини
- Ченнинг Татум
- Шарлин Алмарвез
- Чаро Ронкильо
- Синтия Дикер
- Дэниэл Ди Томассо
- Дэвид Ганди
- Эмануэла Де Паула
- Эвандро Солдати
- Хана Сукупова
- Йохан Урб
- Жозефин Ле Тутур
- Кейси Карриг
- Келли Гейл
- Крис Грикайте
- Ларс Бурмейстер
- Майкл Бейли-Гейтс
- Оливер Чешир
- Пол Скалфор
- Радхика Наир
- Тайсон Риттер